# Archeologická povídka
Archeologická povídka je zvláštní typ povídky, která pojednává o archeologii obecně, archeolozích, archeologických nálezech apod. První takovouto povídku napsal již roku 1846 Josef Kajetán Tyl. Hlavním představitelem této tvorby byl však na přelomu 19. a 20. století zejména čáslavský učitel a spisovatel Kliment Čermák. Amatérský archeolog Čermák se ve svých povídkách snažil přimět mládež i dospělou veřejnost k větší péči a zájmu o hmotné prameny k historii naší země, tedy archeologické památky. Archeologické povídce se pak okrajově věnoval také Eduard Štorch a někteří další spisovatelé (obvykle se rekrutovali z řad učitelů).